# Swietłana Baranowa
Swietłana Iosifowna Baranowa-Sołdatowa (ros. Светлана Иосифовна Баранова-Солдатова, ur. 2 lutego 1940 w Witebsku) – białoruska florecistka reprezentująca ZSRR, srebrna medalistka mistrzostw świata.
Podczas mistrzostw świata w Buenos Aires w 1962 roku reprezentacja ZSRR w składzie: Swietłana Baranowa, Galina Gorochowa, Walentina Prudskowa, Walentina Rastworowa, Tatjana Pietrienko-Samusienko i Aleksandra Zabielina zdobyła srebrny medal w turnieju drużynowym. Był to jedyny medal Baranowej wywalczony w zawodach tego cyklu.
Nigdy nie wzięła udziału w igrzyskach olimpijskich.
Kilkukrotnie zdobywała złote medale mistrzostw ZSRR: indywidualnie w 1963 roku oraz drużynowo w latach 1960, 1964 i 1965. Po zakończeniu kariery została trenerem.